# European Northern Observatory

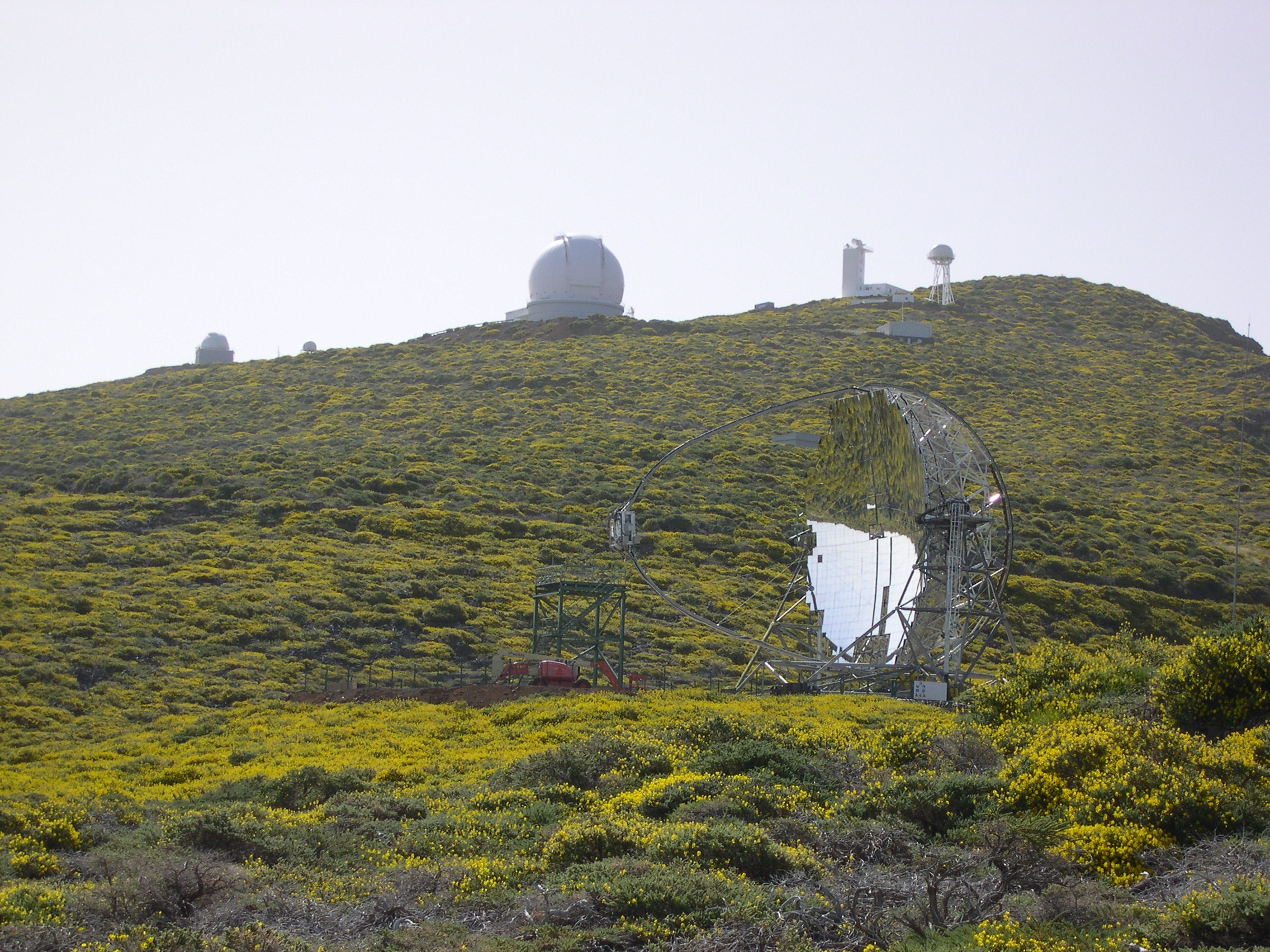
Observatorio Roque de los Muchachos (La Palma).

El Observatorio Norte Europeo (European Northern Observatory [ENO]), es un conjunto observacional formado por el Observatorio del Roque de los Muchachos y Observatorio del Teide en las islas Canarias (España). Además cuenta con el Instituto de Astrofísica del IAC.

Más de sesenta instituciones de diecinueve estados tienen participación en el ENO (Alemania, Armenia, Bélgica, Dinamarca, España, Estados Unidos, Finlandia, Francia, Irlanda, Italia, Noruega, Países Bajos, Polonia, Portugal, Reino Unido, Rusia, Suecia, Taiwán y Ucrania) desde que en 1979 se firmara el Acuerdo y Protocolo de Cooperación de Astrofísica entre varios países.